# Moulin Ernotte
De Moulin Ernotte of Moulin Hossay is een voormalige watermolen op de Bolland, gelegen in de tot de Belgische gemeente Dalhem behorende plaats Feneur, aan de Voie des Fosses 89.
Deze onderslagmolen fungeerde als korenmolen.
De molen bestond reeds in 1841 en werd ontmanteld in 1952. Hierbij werd ook het onderslagrad verwijderd. Het molengebouw is nog aanwezig. In de gebouwen is tegenwoordig een transportbedrijf gevestigd.